# Alain Duverne
Pour les articles homonymes, voir Duverne.
 (novembre 2008).
Si vous disposez d'ouvrages ou d'articles de référence ou si vous connaissez des sites web de qualité traitant du thème abordé ici, merci de compléter l'article en donnant les références utiles à sa vérifiabilité et en les liant à la section « Notes et références ».
Alain Duverne, né le 28 juillet 1943 à Sartrouville, est un concepteur français de marionnettes.
Il est surtout célèbre pour avoir créé l'émission Les Guignols de l’info.

## Biographie
Initié à la conception et à la manipulation de la marionnette pendant dix ans, auprès de Philippe Genty dans sa compagnie, il crée son propre spectacle Les Œufs de Hasard au Théâtre de la Ville de Paris en 1981. Ce spectacle fut joué une centaine de fois et récolta un grand succès.
Après le théâtre, c'est à la télévision que le talent d'Alain Duverne fut exploité. En effet, le début des années 1980 fut marqué par la naissance d’un concept télévisé novateur. Stéphane Collaro et Jean Roucas, rejoints ensuite par Jean Amadou, décident de créer une émission politique avec des personnages inspirés du Muppet Show de Jim Henson. Alain Duverne propose ses services et est retenu pour fabriquer les marionnettes de l’émission.
Il crée ainsi Kermitterrand la grenouille, Marchy la cochonne, Barzy, Black Jack, LePencassine, Crabsuky, Valy, Rocroi et une dizaine d’autres personnages qui deviendront très rapidement populaires. Duverne recrute également une équipe de manipulateurs qu'il forme pour l'émission qui, au-delà de certaines polémiques, remporte un grand succès pendant 13 ans. Chacune des marionnettes fabriquées par Alain Duverne nécessite environ 3 semaines de travail et coûte 2300 euros. Les personnages sont sculptés dans des blocs de mousse, ce qui demande un travail intense de précision et de patience.
Intéressés par le concept, les Anglais répliquent en 1983 avec une émission intitulée Spitting Image qui « assassine » les personnalités politiques et du showbiz avec un humour très noir et extrêmement sévère. Ainsi, Margaret Thatcher sera représentée comme une femme au physique très masculin, violente et tyrannique. On la voit ainsi entrer dans les toilettes des hommes, uriner debout et sortir, en regardant un autre homme qui se met à dire : « c'est plus fort que moi, quand elle est là, je n'y arrive pas ! ».
Impressionné par « cet humour gratuit », Alain De Greef décide que sa nouvelle chaine privée doit aussi avoir une émission critique et drôle. Il s’associe à Alain Duverne en 1988 pour créer une série de marionnettes qui seront les vedettes des Arènes de l’info.
Alain Duverne aime rappeler que contrairement à ce qui est souvent écrit ou dit, ce n’est pas lui le « géniteur » des guignols : « le père, c’est De Greef, moi, je suis la mère ! » dit-il en riant.
Pour cette nouvelle émission, Duverne doit faire preuve d’ingéniosité et mettre au point des marionnettes en latex avec un système qui anime les yeux. Pour réaliser une marionnette, Alain Duverne sculpte une tête en accentuant certains traits dans de la glaise. Un moulage est ensuite réalisé de la sculpture qui servira pour les tirages des différents personnages en latex. Les têtes sont ensuite aménagées d'un « T » de contrôle pour soutenir la main du marionnettiste, puis d'un système de câbles pour animer les yeux de droite à gauche et fermer les paupières. La touche finale est la mise en place de la perruque.
Le défi est relevé avec succès, mais le concept du programme laisse à désirer. En effet, les enregistrements se font 3 semaines avant la diffusion, aussi suivre l’actualité de près est impossible. Le concept est alors redéfini : l’émission se fera en direct chaque soir de la semaine et sera présenté par un PPDA « plus chauve que nature », Les Arènes de l’info deviennent Les Guignols de l’info.
Mais l’activité d'Alain Duverne est loin de s’arrêter là. En effet, France 3 décide début 1993 de mettre en place une nouvelle émission jeunesse. Ainsi Les Minikeums, qui dureront 9 ans, seront tous créés par Alain Duverne et ses assistants.
Il emprunte ainsi les traits de stars telles qu’Antoine de Caunes, Nagui, Josiane Balasko, Vanessa Paradis et fabrique ainsi Coco, Nag, Josy, Vaness’, M’sé, Bernard et bien d’autres qui compléteront la bande.
Cet artiste fabrique également des personnages pour des publicités, dont La Pie qui chante avec le célèbre petit pimousse « petit mais costaud », ou pour le cinéma avec le film Un ticket pour l'espace en 2006. À cela s’ajoutent des demandes plus originales telles la création du buste caricatural de Coluche par la famille de l’artiste.